# Solanum pycnanthemum
Solanum pycnanthemum är en potatisväxtart som beskrevs av Carl Friedrich Philipp von Martius. Solanum pycnanthemum ingår i släktet skattor som ingår i familjen potatisväxter. Inga underarter finns listade i Catalogue of Life.